# Comune di Nykøbing-Rørvig
Il comune di Nykøbing-Rørvig fino al 1º gennaio 2007 è stato un comune danese situato nella contea della Selandia Occidentale.
Il comune aveva una popolazione di 7 610 abitanti (2005) e una superficie di 40 km² ed era formato dalle due cittadine di Nykøbing Sjælland e Rørvig. La sede amministrativa era a Nykøbing Sjælland.
Dal 1º gennaio 2007, con l'entrata in vigore della riforma amministrativa, il comune è stato soppresso e accorpato ai comuni di Dragsholm e Trundholm per dare luogo al riformato comune di Odsherred compreso nella regione della Selandia.